# Jotus
Genre
Jotus est un genre d'araignées aranéomorphes de la famille des Salticidae.

## Distribution
Les espèces de ce genre se rencontrent en Australie, en Nouvelle-Zélande et aux Moluques.

## Liste des espèces
Selon World Spider Catalog (version 20.0, 24/06/2019) :
- Jotus albimanus Baehr, Schubert & Harms, 2019
- Jotus auripes L. Koch, 1881
- Jotus braccatus L. Koch, 1881
- Jotus debilis L. Koch, 1881
- Jotus fortiniae Baehr, Schubert & Harms, 2019
- Jotus frosti Peckham & Peckham, 1901
- Jotus insulanus Rainbow, 1920
- Jotus karllagerfeldi Baehr, Schubert & Harms, 2019
- Jotus maculivertex Strand, 1911
- Jotus minutus L. Koch, 1881
- Jotus moonensis Baehr, Schubert & Harms, 2019
- Jotus newtoni Baehr, Schubert & Harms, 2019
- Jotus ravus (Urquhart, 1893)
- Jotus remus Otto & Hill, 2016

## Publication originale
- L. Koch, 1881 : Die Arachniden Australiens. Nürnberg, vol. 1, p. 1213-1271 (texte intégral).